# Trichius quadrilineatus
Trichius quadrilineatus är en skalbaggsart som beskrevs av Hope 1831. Trichius quadrilineatus ingår i släktet Trichius och familjen Cetoniidae. Inga underarter finns listade i Catalogue of Life.